# Rödingtjärnen, Västerbotten
Rödingtjärnen är en sjö i Vindelns kommun i Västerbotten och ingår i Umeälvens huvudavrinningsområde. Sjön har en area på 0,108 kvadratkilometer och ligger 257,3 meter över havet. Rödingtjärnen ligger i Vindelälven Natura 2000-område.

## Delavrinningsområde
Rödingtjärnen ingår i det delavrinningsområde (715334-166249) som SMHI kallar för Mynnar i Vindelälvens vattendragsyta. Medelhöjden är 238 meter över havet och ytan är 5,58 kvadratkilometer. Räknas de 13 avrinningsområdena uppströms in blir den ackumulerade arean 132,39 kvadratkilometer. Ekorrbäcken som avvattnar avrinningsområdet har biflödesordning 3, vilket innebär att vattnet flödar genom totalt 3 vattendrag innan det når havet efter 124 kilometer. Avrinningsområdet består mestadels av skog (91 procent). Avrinningsområdet har 0,11 kvadratkilometer vattenytor vilket ger det en sjöprocent på 1,9 procent.